# Det døde land
Det døde land er en dystopisk trilogi af Josefine Ottesen, udgivet på Høst og Søns Forlag. Bind 1, Golak, udkom i 2008, bind 2, Genfødt, udkom i 2009, og bind 3, Gudløs, kom ud i 2011.

## Handling
Handlingen foregår i et post-apokalyptisk samfund, hvor hovedpersonen, Jonah, vokser op uden adgang til en reel forklaring om, hvad der er sket. Han er nysgerrig og begavet, men bliver holdt nede af samfundets frygt for den form for viden og kreativitet, der bragte verden til fald.

### Golak
I bind 1, Golak, lykkes det for ham at få indsigt i noget af det, der skete, men samtidig får han også en stærk mistanke om, at han ikke selv er et menneske, men et resultat af et af de genetiske eksperimenter, der var en del af årsagen til katastrofen.
Jonah har altid været anderledes end alle andre i den lille isolerede bjergby, men han har ikke vidst hvorfor. Folk omkring ham sætter lydighed, bøn og hårdt arbejde over alt andet. På den måde prøver de at genskabe et liv, som det så ud inden verden blev lagt øde.I de golde bjerge rundt om byen lever kun de deforme monstre, golakkerne.Deres angreb får grufulde følger for Jonah og hans familie, og han gør den rystende opdagelse at golakkerne slet ikke står menneskene så fjernt som landsbyens ældste påstår.Langsomt går det op for ham, at det ikke er den eneste usandhed. Livet både i landsbyen og i hans egen familie bygger på et væv af fortielser, hemmeligheder og løgne.

### Genfødt
I bind 2, Genfødt, har Jonah været nødt til at flygte fra det samfund, hvor han voksede op, og må nu forsøge at klare sig i Grænselandet, der er domineret af brutale krigsherrer. Ved skæbnens held bliver Jonah bragt ind i en af de tre sikrede byer, der har overlevet katastrofen, og som stadig fungerer på et højt teknisk niveau. Her får Jonah mulighed for at bruge sin begavelse, og han blomstrer op.
På flugt fra landsbyen og det forfærdelige, han har gjort, prøver Jonah at overleve i det rå grænseland. Hans evne til at læse giver ham fordele, men først da han får mulighed for at komme indenfor i en af de befæstede byer på sletten, folder hans begavelse sig for alvor ud. Endelig får han den anerkendelse og indflydelse, som han altid har længtes efter, og han kan ikke forestille sig en bedre tilværelse, end den By 21 tilbyder ham. Først langsomt opdager han, at det lette liv har en pris, og han begynder at ane den stærke styring,der ligger bag de højteknologiske samfund. Samtidig vokser mystikken om hvem han egentlig selv er. Og hvorfor føler han sig så forbundet med den mærkelige lille dreng, Tao?

### Gudløs
I bind 3 "Gudløs" må Jonah sande, at der altid er en bagside og den bagside, som det højteknologiske samfund viser ham, er ubærlig. Derfor befinder Jonah sig igen på flugt, og denne gang opsøger han Det Døde Land, et område ingen frivilligt begiver sig ind i.

Jonah har fået alt, hvad han kunne ønske sig, men midt i glæden går det for alvor op for ham, hvor afgrundsdyb kynismen er i By 21, hvor han bor. Han må væk, men uden for den beskyttende mur ligger et dødsensfarligt, lovløst land styret af grådige og desperate krigsherrer. Plaget af visheden om sine egne svigt svinger Jonah mellem forsøg på at skabe mening i meningsløsheden og trangen til at give sig hen i den totale opgivelse. Da han tilmed møder kærligheden rejser spørgsmålet sig, om han kan forsone sig tilstrækkeligt med det globale og menneskelige sammenbrud, for slet ikke at tale om sin egen historie, til, at han tør tage imod den?

## Skriveproces
Romanen er skrevet med udgangspunkt i death metal, en musikgenre, Josefine Ottesen stiftede bekendtskab med, da hendes søn som teenager begyndte at høre og spille den type musik. I første omgang gjorde det hende forskrækket, men efter at være blevet ført ind i musikkens univers, blev hun fascineret af den kraft og kompromisløse tilgang til mørke og destruktion, som musikken er udtryk for. Inspirationen fra musikken omsatte hun i Det døde land.

## Modtagelse
Bind 1, Golak, fik i 2009 tildelt Kulturministeriets Børnebogspris. Bind 2, Gudløs, var i 2010 indstillet til Weekendavisens litteraturpris.